# 南昌日報
《南昌日報》是中共南昌市委的機關報，由南昌日報社出版發行。
《南昌日報》創刊於1958年7月1日。2003年7月後，《南昌日報》進行改版，並以「主流聲音，權威報導，服務經濟，關注民生」為辦報宗旨。

## 外部連結
- 南昌日報 （页面存档备份，存于）